# Neu-Eichenberg
Neu-Eichenberg – miejscowość i gmina w Niemczech, w kraju związkowym Hesja, w rejencji Kassel, w powiecie Werra-Meißner.